# Sztafeta

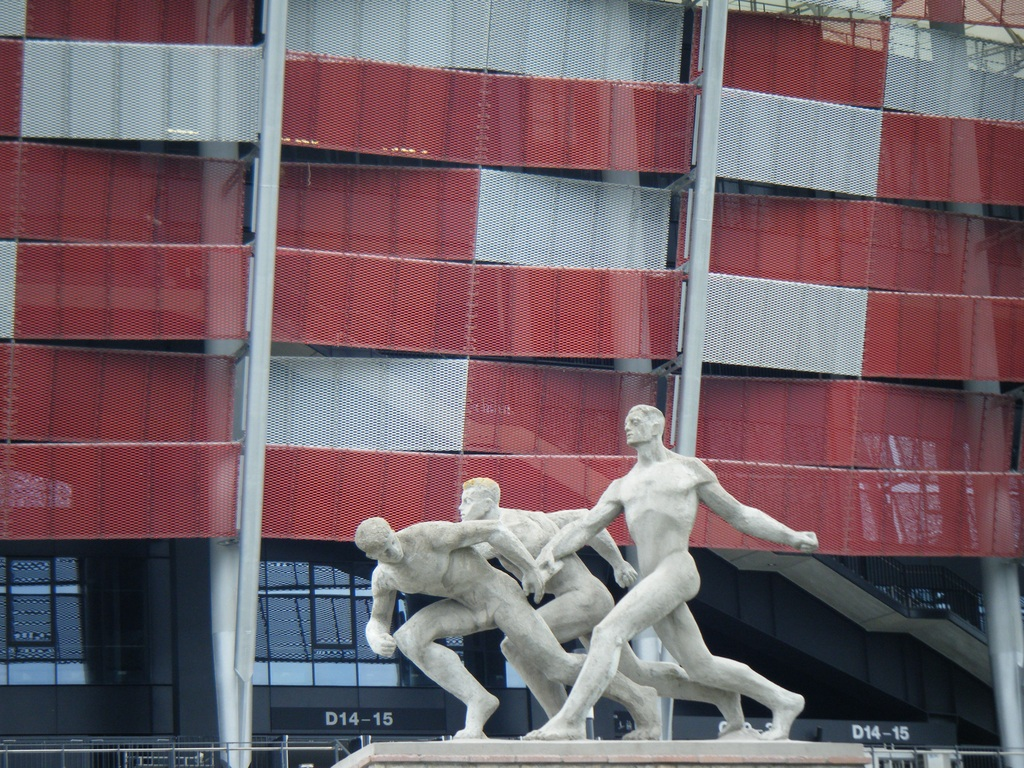
Sztafeta – rzeźba autorstwa Adama Romana przedstawiająca biegaczy biorących udział w sztafecie

Sztafeta – rodzaj zespołowej konkurencji sportowej. Odbywa się na trasie podzielonej na odcinki. Następny zawodnik może wystartować dopiero po ukończeniu odcinka przez poprzedniego, gdy otrzyma od poprzednika pałeczkę w wyznaczonej strefie zmian. O kolejności decyduje pozycja na mecie ostatniego zawodnika.
Sztafety organizowane są w następujących dyscyplinach sportowych:
- lekkoatletyka:
  - sztafeta 4 × 100 m
  - sztafeta 4 × 400 m
  - sztafeta olimpijska
  - sztafeta szwedzka
  - Ekiden (sztafeta maratońska)
- pływanie
- pięciobój nowoczesny
- bieg na orientację
- biegi narciarskie
- Biathlon
- łyżwiarstwio szybkie na torze krótkim (short track)
- sport psich zaprzęgów
- zawody strażackie